# Long Island Nets 2019-2020
La stagione 2019-20 dei Long Island Nets fu la 4ª nella NBA D-League per la franchigia.
I Long Island Nets al momento dell'interruzione della stagione a causa della pandemia da COVID-19, erano quarti nella Atlantic Division con un record di 19-23.

## Roster
|    | Naz.                               | Ruolo | Sportivo                | Anno | Alt. | Peso |  |
| -- | ---------------------------------- | ----- | ----------------------- | ---- | ---- | ---- |  |
| 0  | Stati Uniti (bandiera)             | G     | Jeremiah Martin         | 1996 | 188  | 84   |  |
| 0  | Stati Uniti (bandiera)             | G     | Jahmal McMurray         | 1997 | 183  | 82   |  |
| 3  | Costa d'Avorio (bandiera)          | A     | Ismael Sanogo           | 1996 | 203  | 95   |  |
| 4  | Stati Uniti (bandiera)             | G     | Chris Chiozza           | 1995 | 180  | 80   |  |
| 4  | Stati Uniti (bandiera)             | A     | Henry Ellenson          | 1997 | 211  | 111  |  |
| 5  | Stati Uniti (bandiera)             | G     | C.J. Massinburg         | 1997 | 196  | 92   |  |
| 6  | RD del Congo (bandiera)            | A     | Jonathan Kasibabu       | 1996 | 203  | 109  |  |
| 7  | Stati Uniti (bandiera)             | G     | Ash Yacoubou            | 1992 | 193  | 98   |  |
| 8  | Stati Uniti (bandiera)             | G     | Jaylen Hands            | 1999 | 191  | 79   |  |
| 9  | Francia (bandiera)                 | GA    | Timothé Luwawu-Cabarrot | 1995 | 198  | 95   |  |
| 10 | Stati Uniti (bandiera)             | GA    | Justin Anderson         | 1993 | 196  | 105  |  |
| 11 | Rep. Dominicana (bandiera)         | A     | Ángel Núñez             | 1992 | 203  | 95   |  |
| 13 | Bosnia ed Erzegovina (bandiera)    | GA    | Džanan Musa             | 1999 | 206  | 94   |  |
| 15 | Nigeria (bandiera)                 | C     | John Egbunu             | 1994 | 208  | 117  |  |
| 17 | Lettonia (bandiera)                | A     | Rodions Kurucs          | 1998 | 206  | 95   |  |
| 21 | Stati Uniti (bandiera)             | GA    | C.J. Williams           | 1990 | 196  | 106  |  |
| 22 | Sudan del Sud (bandiera)           | A     | Deng Adel               | 1997 | 201  | 89   |  |
| 24 | Stati Uniti (bandiera)             | G     | Joe Cremo               | 1996 | 193  | 86   |  |
| 31 | Stati Uniti (bandiera)             | G     | Devin Cannady           | 1996 | 185  | 84   |  |
|    | Isole Vergini Americane (bandiera) | C     | Nicolas Claxton         | 1999 | 211  | 100  |  |
|    | Stati Uniti (bandiera)             | A     | Phil Cofer              | 1996 | 203  | 104  |  |
|    | Stati Uniti (bandiera)             | G     | Theo Pinson             | 1995 | 201  | 96   |  |

## Staff tecnico
- Allenatore: Shaun Fein
- Vice-allenatori: Ronnie Burrell, Mike Babul, Milt Palacio
- Preparatore atletico: Jana Austin
- Preparatore fisico: Rahsaan Robinson